# De spiegelaar
Tom Poes en de spiegelaar of kortweg De spiegelaar is 58ste verhaal uit de Bommelsaga, geschreven en getekend door Marten Toonder. Het verhaal verscheen voor het eerst op 31 december 1953 en liep tot 11 maart 1954. Thema: Wie zijn spiegelbeeld verliest, verliest zijn gezicht.

## Samenvatting
De dwerg Jodocus heeft de eigenaardige hobby om iemands spiegelbeeld te stelen.   Heer Bommel en de markies zijn de dupe, maar Tom Poes en Joost zijn immuun voor de dief. De spiegelbeelden kunnen terug gevonden worden in Fata Morgana, maar het is onbekend waar dat ligt.
Heer Ollie en Tom Poes reizen met de Oude Schicht naar het oosten, waar ze hopen het land Fata Morgana te vinden.
In de woestijn vinden ze later Jodocus. De dwerg is wegens watergebrek stervende. Ze vinden een echte oase waar ze de dwerg het leven redden. Kijkend in het water ziet heer Ollie zijn spiegelbeeld weer terug. De dwerg verdwijnt met achterlating van een briefje. "Ik heb mij vergist. De heer in Bommel is niet alleen een spiegelbeeld. Hij is echt en daarom kan ik zijn spiegelbeeld niet vasthouden. Dit is de eerste keer, dat iemand mij wilde helpen. Gegroet Jodocus."